# Sogatopsis pratti
Sogatopsis pratti är en insektsart som beskrevs av Frederick Arthur Godfrey Muir 1913. Sogatopsis pratti ingår i släktet Sogatopsis och familjen sporrstritar. Inga underarter finns listade i Catalogue of Life.